# Dies Irae (Maria Carta)
(Severino Gazzelloni)
Dies Irae è un album di Maria Carta, pubblicato nel 1975 dalla RCA Italiana. È una raccola di canti gregoriani con testi sia nella lingua originale in latino o con testi in logudorese. L'orchestra è diretta da Luciano Michelini.

## Tracce

### Lato A
1. Adeste fideles - (Canto natalizio Trascritto da John Francis Wade) 2:24 (lingua latina)
2. Ave Maria - (testi originali ed in logudorese di Maria Carta e G. M. Dettori)) 5:07
3. Veni Creator Spiritus - (inno liturgico attribuito a Rabano Mauro, IX secolo)
4. Dies irae - (attribuito a Tommaso da Celano, testi in lingua sarda logudorese G.M. Dettori, Maria Carta) 3:32

### Lato B
1. Ave mama 'e deu - (versione in logudorese dell'Ave Maris Stella attribuita a Venanzio Fortunato o Paolo Diacono, testi in logudorese di Maria Carta e G. M. Dettori)  3:34
2. Adoro te devote - (inni eucaristici attribuiti a San Tommaso d'Aquino)
3. Stabat Mater - (testi in logudorese di Maria Carta e G. M. Dettori)